# ماری آزبورن ییتس
ماری آزبورن ییتس (انگلیسی: Marie Osborne Yeats؛ ۵ نوامبر ۱۹۱۱ – ۱۱ نوامبر ۲۰۱۰) یک هنرپیشه اهل ایالات متحده آمریکا بود.
وی نخستین هنرپیشهٔ خردسال مطرح در دوران صامت سینمای آمریکاست و معمولاً در فیلم‌ها، از او، با عنوان «ماری کوچولو» یاد می‌شد.